# Форенца
Форенца је насеље у Италији у округу Потенца, региону Базиликата.
Према процени из 2011. у насељу је живело 1831 становника. Насеље се налази на надморској висини од 832 м.

## Становништво
Према резултатима пописа становништва 2011. у општини је живело 2.209 становника.
| 1951. | 1961. | 1971. | 1981. | 1991. | 2001. | 2011. |
| ----- | ----- | ----- | ----- | ----- | ----- | ----- |
| 5.837 | 4.913 | 3.706 | 3.053 | 2.807 | 2.546 | 2.209 |